# Weinmannia paullinifolia
A gramimunha (nome científico: Weinmannia paullinifolia) é uma espécie de plantas da família das cunoniáceas. Esta espécie é endêmica no Brasil.

## Descrição
Árvore perenifólia, secundária heliófita. Sua altura atinge até 20 m e seu diâmetro 30 cm.

## Distribuição
Esta espécie é endêmica no Brasil, se desenvolvendo nas regiões do Nordeste, Sudeste e Sul.